# Кляйн, Альфред
Альфред Кляйн (нем. Alfred Klein; 2 октября 1912, Мемминген, Германская империя — 18 сентября 1972, Западный Берлин) — гауптшарфюрер СС и начальник крематория в концлагере Заксенхаузен.

## Биография
Альфред Кляйн родился 2 октября 1912 года. Он был незаконным ребёнком прядильщицы. С 1 октября 1918 и до 1926 года посещал народную школу в Меммингене и получил коммерческое образование, работая в оптовой фирме по продаже красок. После успешного окончания обучения поступил в газетную типографию в 1929 году, но через два года потерял работу.
В августе 1929 года присоединился к Гитлерюгенду. 4 января 1941 года был зачислен в ряды СС. 1 апреля 1931 года вступил в НСДАП. 20 апреля 1933 года поступил на службу в отряды «Мёртвая голова» в концлагерь Дахау. Там Кляйн служил в охране, пока в 1936 года не был переведён в комендатуру, где работал писарем в отделе шуцхафтлагерфюрера. 1 сентября 1938 года был переведён в комендатуру концлагеря Заксенхаузен. В начале 1940 года стал начальником крематория. В ходе массового убийства советских военнопленных осенью 1941 года Кляйн занимался кремацией трупов. С сентября 1942 года по 1945 год был начальником ЗАГСа Ораниенбург II, которое взяло на себя регистрацию смертей в концлагере, что ранее делалось администрацией Ораниенбурга.
Во время марша смерти в апреле 1945 года Кляйн отправился в Хагенов. До конца 1947 года жил в районе Мекленбург-Передняя Померания. В 1948 года переехал в Западный Берлин, где работал печатником в Ullstein AG. В 1964 году был арестован и помещён в следственный изолятор. В октябре 1964 года в земельном суде Кёльна начался второй судебный процесс по делу о преступлениях в концлагере Заксенхаузен. Кляйн обвинялся в соучастии в массовом убийстве советских военнопленных. 28 мая 1965 года был приговорён за пособничество в убийстве к одному году и 10 месяцам заключения. После досрочного освобождения работал в компании Degussa.